# Estación de Uruapan
Uruapan fue una estación de trenes que se encuentra en Uruapan, Michoacán.

## Historia
La estación se edificó sobre la línea México-Laredo de Tamaulipas del antiguo Ferrocarril Nacional de México, inaugurada en el año de 1888. La ley del 13 de septiembre de 1880, autorizó a la Compañía Constructora Nacional Mexicana para construir dos líneas de ferrocarril: una de México al Pacífico y otra de México a la frontera Norte. Al mismo tiempo concedió autorización a dicha compañía para que pudiera traspasar la concesión, con excepción de la línea del Pacífico, la cual podría traspasar solamente cuando estuviese concluida.